# Lumea Fluviului (film din 2003)
Riverworld  (Lumea Fluviului) este primul episod science-fiction/fantasy de lung metraj al unei serii de televiziune care nu a mai fost niciodată produsă. A fost difuzat pe canalul Sci-Fi în 2003. Acest film s-a bazat aproximativ pe seria Lumea Fluviului de Philip José Farmer care a câștigat premiul Hugo. Producția a început în 2001. 

## Povestea
În anul 2009, o ploaie de meteoriți curmă viața astronautului american Jeff Hale (Brad Johnson). El se trezește într-o bulă de jad verde aflată sub apă. O figura misterioasă îi străpunge bula, apoi îi apasă un lucru pe frunte care îi va aduce o serie de imagini în minte. Amețit și în dureri leșină. Curând, el descoperă că se află pe o plajă plină cu oameni care au brățări metalice și cu recipiente care conțin îmbrăcăminte. Apoi zeci de oameni din alte diferite epoci istorice ies din apă, de asemenea goi și încep distribuirea recipientelor misterioase. Remarcabil, ei înțeleg limba celorlalți, mai puțin a unui om din Neanderthal, căruia îi lipsește capacitatea de vorbire.
Hale află că lumea cunoscută este malul unui râu masiv. Oricine care a trăit vreodată pe Pământ, în orice moment al istoriei este în măsură să înceapă viața din nou în Lumea Fluviului (chiar dacă această persoană este un extraterestru venit din spațiu care doar s-a întâmplat să fie legat de Pământ în momentul morții sale). Nu este clar dacă Lumea Fluviului este Raiul, o planetă extraterestră sau o altă dimensiune. Alte figuri sunt văzute în treacăt, dar scopul lor rămâne necunoscut. Alimentația pe planetă este furnizată, iar clima este potrivită. Nevoia de adăpostire este ușor împlinită prin resursele disponibile și forța de muncă manuală.
Omul de Neanderthal este ucis mai târziu de către un om care se prezintă a fi un oarecare Lucius Domitus Ahenobarbus (Jonathan Cake). Lucius este de fapt Nero, împăratul roman, deși inițial se preface a fi doar un simplu soldat roman. Cruzimea lui Nero face ca acesta să ajungă la conducere în regiune. Faima lui de împărat roman înclină favorabil balanța în favoarea lui în această parte a lumii aparent majoritar  romană.
Hale întâlnește zeci de alte celebrități istorice, cum ar fi zăpăcitul și obraznicul Samuel Clemens (care doar se prezintă drept Sam și păstrează secretă adevărata lui identitate) (Cameron Daddo), care a construit o navă pentru explorarea râului. Nero, un potențial aliat transformat într-un dușman periculos, intenționează să utilizeze nava lui Clemens ca să-și extindă dominația în avalul râului. El îi închide pe Hale și pe tovarășii săi, obligându-l pe Clemens să-i arate cum să opereze barca râului. Hale împreună cu ceilalți scapă în cele din urmă de oamenii lui Nero și recuperează nava. Hale îl ucide pe Nero însuși, prima dată când ucide o persoană, dar avertizează că acesta nu va fi ultimul. Ei pornesc în amontele râului ca să exploreze misterele Lumii Fluviului. Sam îi dă comanda lui Hale care își dă seama că Sam este de fapt Mark Twain. Sam recunoaște, dar îi cere lui Hale să păstreze secretul. Hale devine căpitanul navei, în timp ce Clemens este doar un pilot al navei. Cu toate acestea, odată ce cei uciși sunt înviați din nou, Nero revine la viață într-un corp nou în alta parte de-a lungul râului.

## Deosebiri față de cărți
O serie de modificări apar în film față de cărți. Eroul original este înlocuit de alte personaje, cronologia evenimentelor este comprimată (inclusiv învățarea limbilor străine, care este eliminată în totalitate). Natura procesului de înviere și producția de alimente / îmbrăcăminte sunt modificate. În loc de un singur meteorit din fier, apare o vale de meteoriți cu un flux constant de mici obiecte căzătoare. Acești meteoriți sunt folosiți pentru extracția metalului. Barca râului în film se deplasează prin fuziune nucleară. Personajul Loghu este, aparent, înlocuit cu o altă luptătoare numită Mali. Extraterestrul Monat este radical diferit ca aspect și comportament față de apare în cărți. 